# Anglès (Francia)
Anglès è un comune francese di 553 abitanti situato nel dipartimento del Tarn nella regione dell'Occitania.

## Società

### Evoluzione demografica
Abitanti censiti